# Zoutwaterneger
Een zoutwaterneger is een niet in de kolonie geboren, maar van overzee aangevoerde slaaf, in tegenstelling tot een creool. Het begrip verkreeg in Nederland de grootste bekendheid in de kolonie Suriname in combinatie met de trans-Atlantische slavenhandel. Tot deze groep behoorden onder andere Asikan Sylvester, Quassi, Quaco, Johannes Pauli en Mentor.
Zoutwaternegers vormden een moeilijke groep voor de plantage-eigenaren (slavenhouders). Hun overlevingskans lag lager dan die van creolen en ze vluchtten sneller, daar ze vaak weigerden te moeten leven als slaaf. In de 18e eeuw vluchtte in Nederlands-Guiana bijvoorbeeld 10% van de slaven. De behandeling van slaven in Suriname was berucht; werken van Voltaire (1759) en John Gabriël Stedman (1796) schetsten een beeld van een harde samenleving. Met name het graven van de irrigatiekanalen voor de suikerplantages – door de dikke klei – eiste zijn tol. 
Op plantages die dichter bij de oerwouden lagen en waar de ontsnappingskansen dus hoger waren, vond meer repressie plaats dan op verder van de woudrand gelegen plantages. In Suriname vormden weggelopen slaven, de 'bosnegers' (bussinengre) of Marrons, eigen gemeenschappen in de oerwouden, die soms aanvallen uitvoerden op plantages. Hiertegen werden verdedigingslinies opgericht zoals het Cordon van Defensie.
In 1814 schafte Nederland de slavenhandel overzee af, alleen binnen de koloniën bleef die nog tot 1863 toegestaan. Hiermee verdwenen de 'zoutwaternegers'.